# Iglesias excavadas en la roca de Lalibela

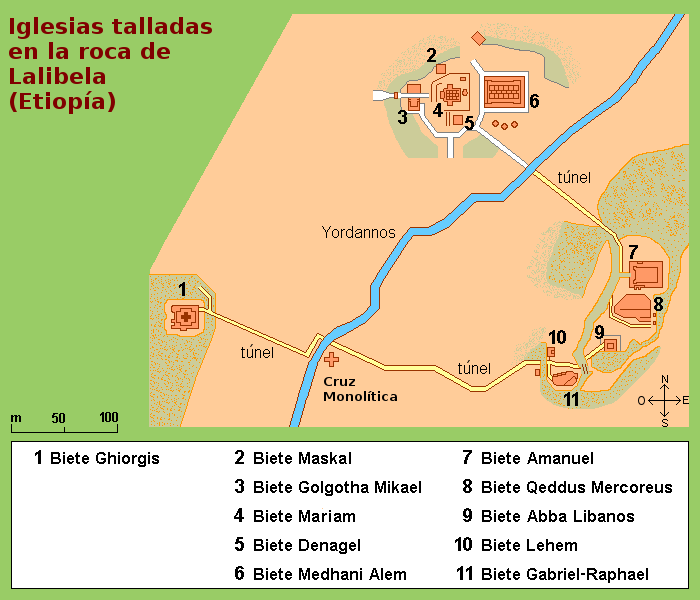
Plano de situación de las iglesias de Lalibela.

Las iglesias excavadas en la roca de Lalibela, declaradas Patrimonio de la Humanidad por la Unesco en 1978, son un conjunto de iglesias rupestres excavadas en la roca basáltica rojiza de las colinas de la ciudad monástica de Lalibela, en Etiopía. 

## Historia
El conjunto monumental constituye el principal exponente de los escasos restos de la Dinastía Zagüe, de la que Lalibela era su capital.
Las iglesias de Lalibela se distribuyen en dos grupos principales, separados por el canal de Yordanos, que representa el río Jordán, pero comunicadas entre sí por túneles, pasadizos y trincheras. El lugar fue concebido para que su topografía correspondiera a una representación simbólica de Tierra Santa. Una cruz monolítica marca el punto de partida del recorrido efectuado por los peregrinos. Cuatro de las iglesias son exentas; las demás están unidas a la roca madre, bien por alguna pared o bien por el techo.
Al norte se encuentran las iglesias de Biet Medhani Alem (Casa del Salvador del Mundo), Biet Mariam (Casa de María), Biet Maskal (Casa de la Cruz), Biet Denagel (Casa de las Vírgenes Mártires), Biet Golgotha Mikael (Casa del Gólgota) y Biet Mikael (Casa de San Miguel); al sudeste, Biet Amanuel (Casa de Emmanuel), Biet Qeddus Mercoreos (Casa de San Mercurio), Biet Abba Libanos (Casa del abad Libanos), Biet Gabriel Rafael (Casa de Gabriel y Rafael) y Biet Lehem (Casa del Santo Pan). Separada de las demás, al oeste, se encuentra Biet Ghiorgis (Casa de San Jorge), la mejor conservada.
Biet Medhani Alem, la más alta y extensa del grupo, es una reproducción de la catedral de Santa María de Sion de Aksum, destruida en 1535 por los invasores musulmanes. Desprovista de pinturas, está dividida en cinco grandes naves. Alberga la Cruz de Lalibela, y posiblemente es la mayor iglesia monolítica del mundo.
Aunque la fecha de construcción de las iglesias no ha sido establecida con exactitud, se piensa que la mayor parte fue construida durante el reinado de Gebra Maskal Lalibela, hacia 1200. Biet Mariam es posiblemente la más antigua.
Sin embargo, investigaciones sobre el mismo terreno, sugieren que su construcción alcanzó probablemente un periodo mucho más largo de tiempo. David Phillipson, profesor de arqueología africana de la Universidad de Cambridge, que basa su investigación en los estilos de los monumentos arquitectónicos, sus interrelaciones estructurales y la comparación con otros monumentos de Etiopía, sugiere que tres de las iglesias son medio milenio más antiguas, construidas inicialmente como parte de complejas fortificaciones o de palacios de élite, durante un periodo de inestabilidad política de las darreries del Imperio del reino de Aksum, hacia la mitad del siglo VII. También concluye que al menos siete de las iglesias fueron construidas como lugares de culto entre los siglos X y XIII, demostrando una continuidad entre la civilización Aksum, que adoptó el cristianismo en el siglo IV, y la Etiopía medieval.
Fueron descritas por Francisco Álvares, cura de una misión portuguesa que llegó a Etiopía en septiembre de 1520. Además de su crónica escrita, bastante detallada, también realizó varios dibujos. Esta y otras evidencias posteriores constataron la erosión progresiva de la piedra y la degradación de los edificios. Durante la primera mitad del siglo XX se iniciaron ya las primeras restauraciones hasta el 1978 cuando fueron registradas por la Unesco para mantener el patrimonio cultural y los monumentos.

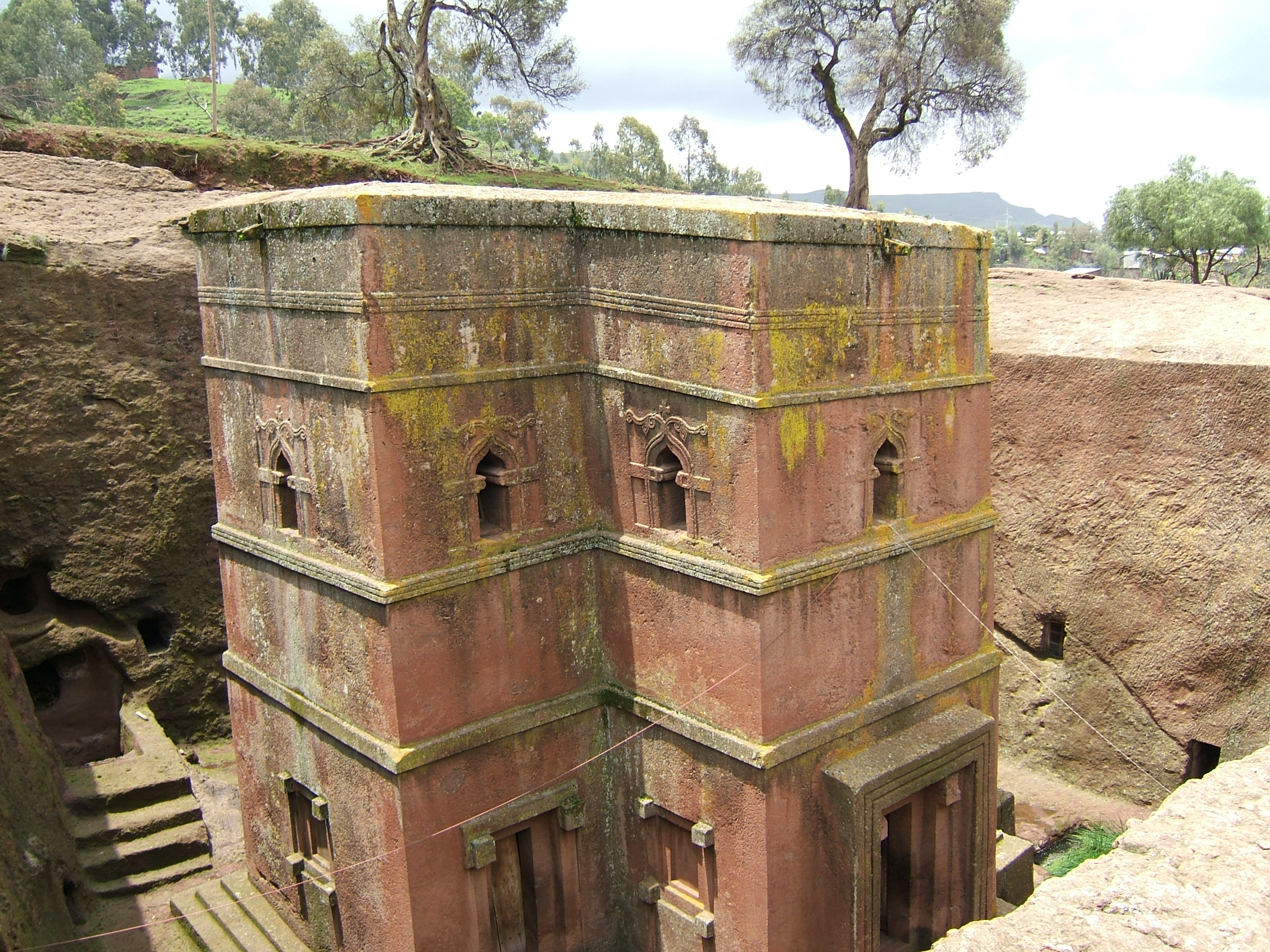
Biete Ghiorgis
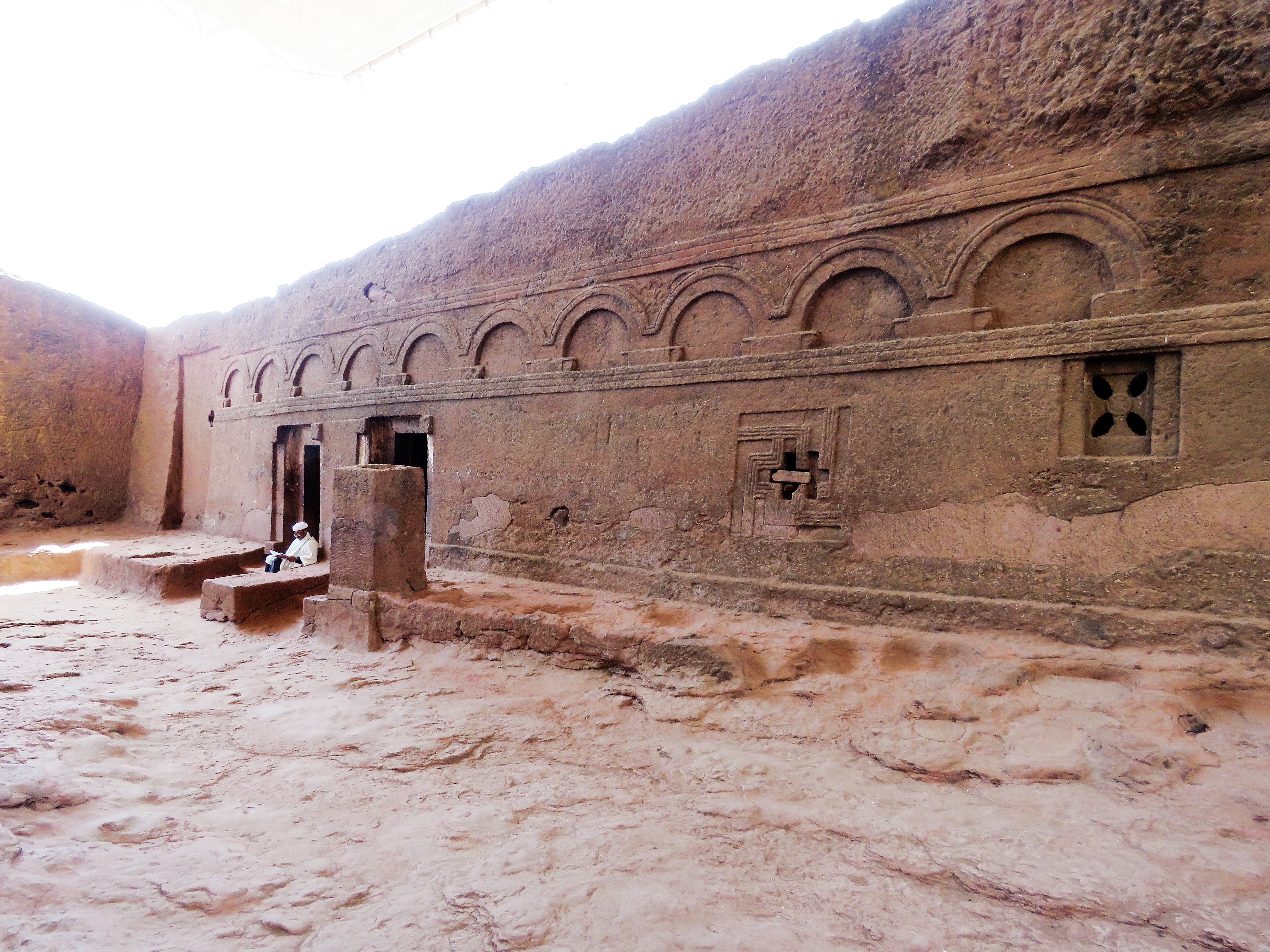
Biete Maskal
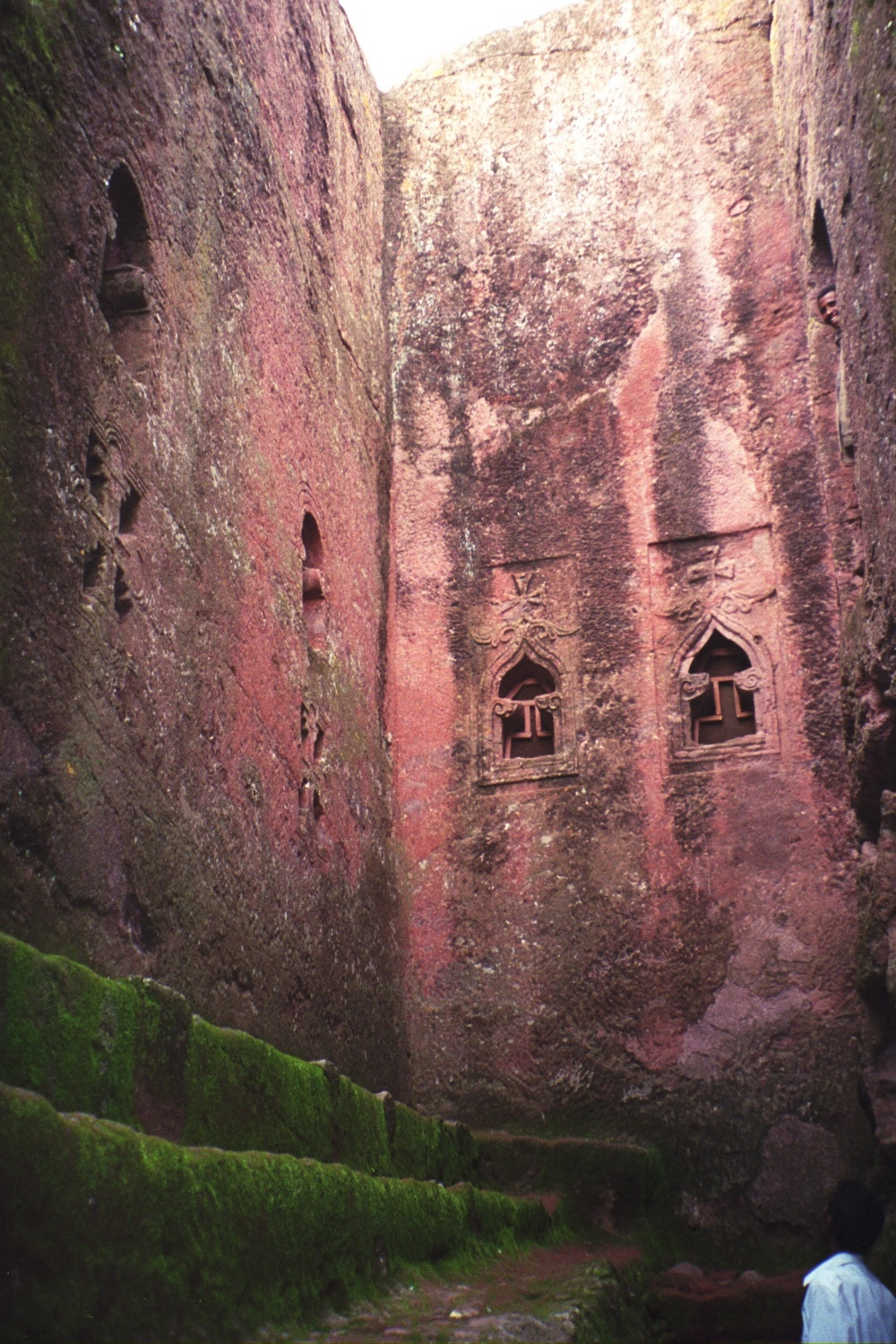
Biete Golgotha Mikael
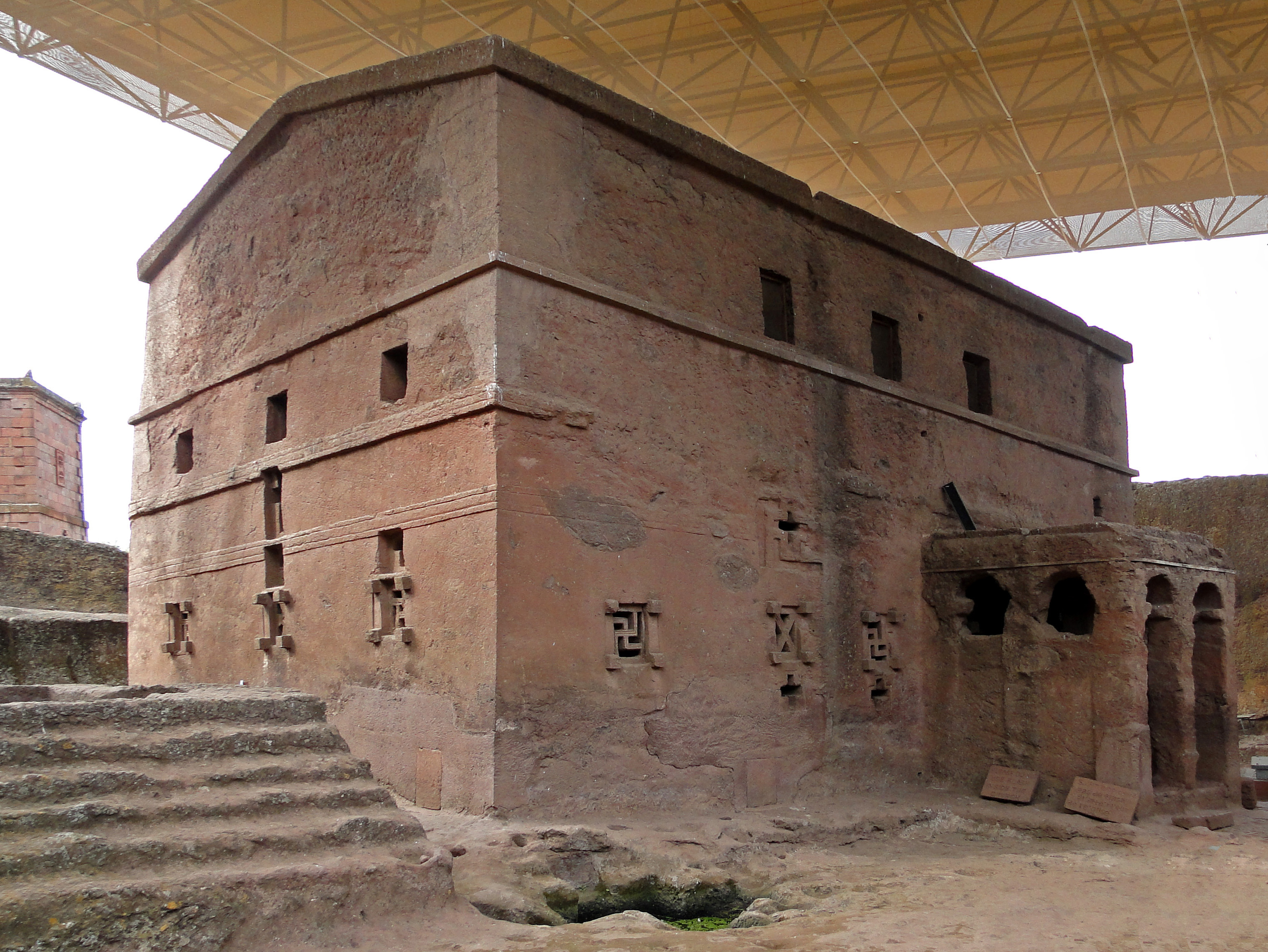
Biete Mariam
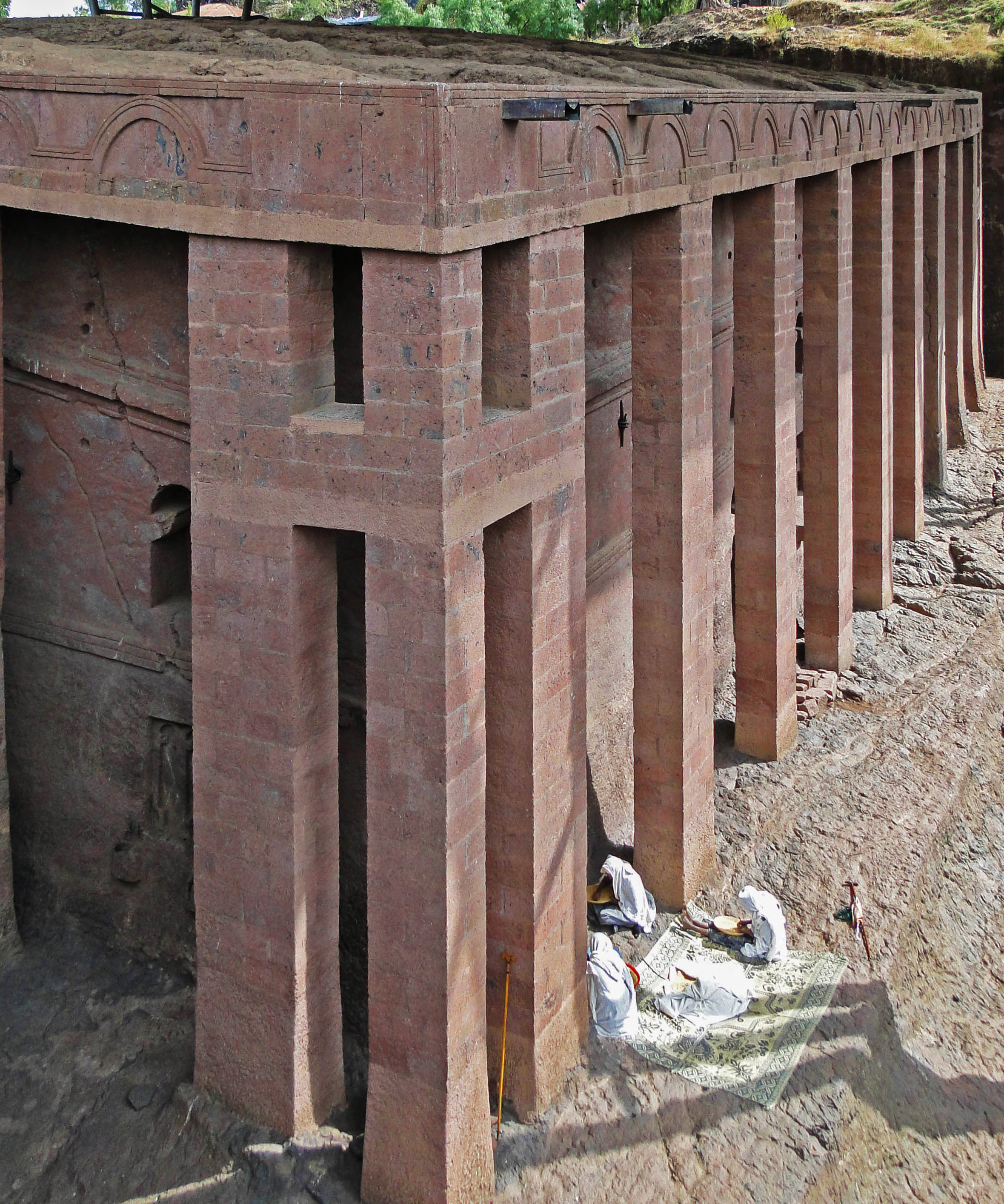
Biete Medhani Alem
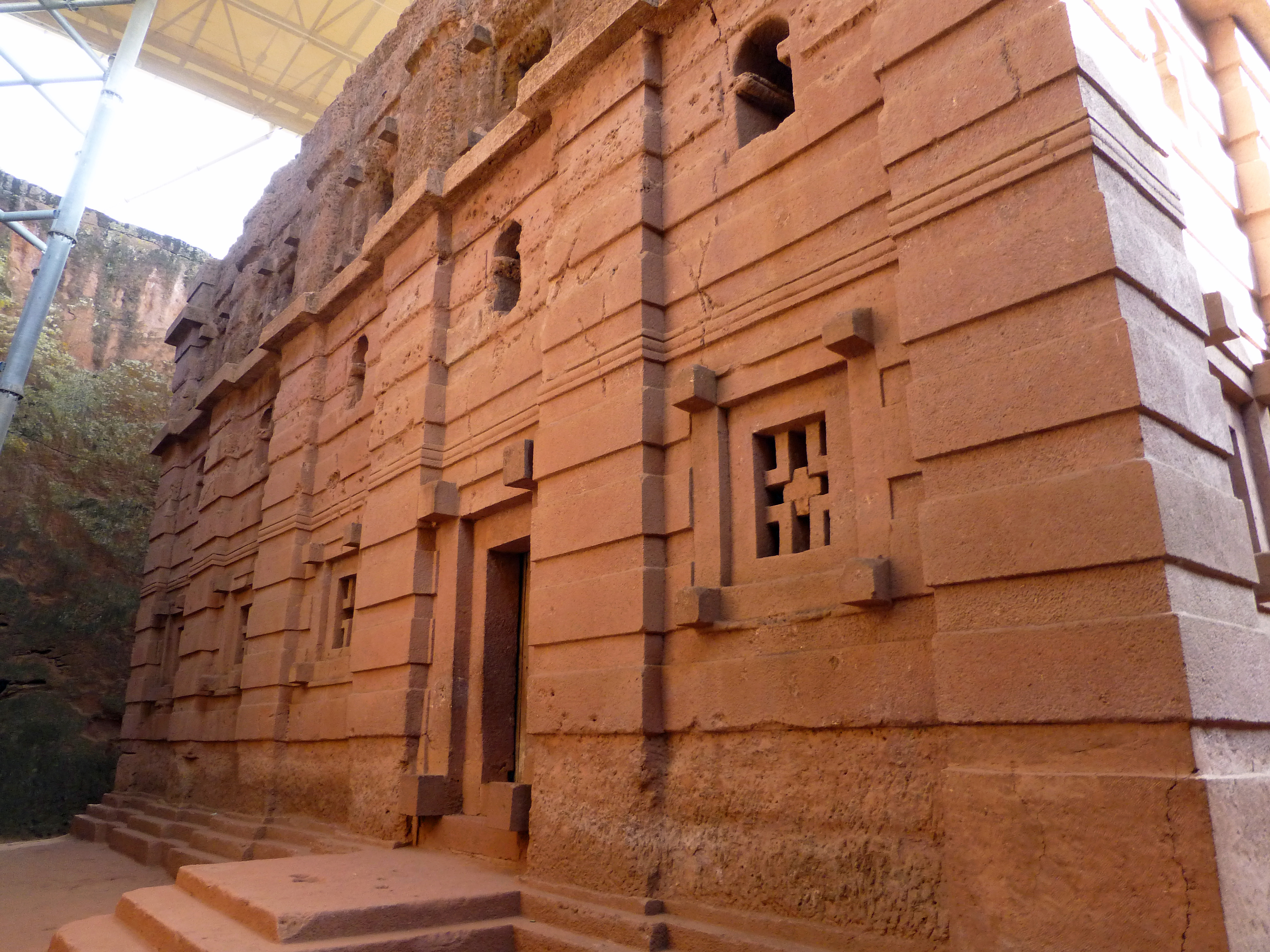
Biete Amanuel
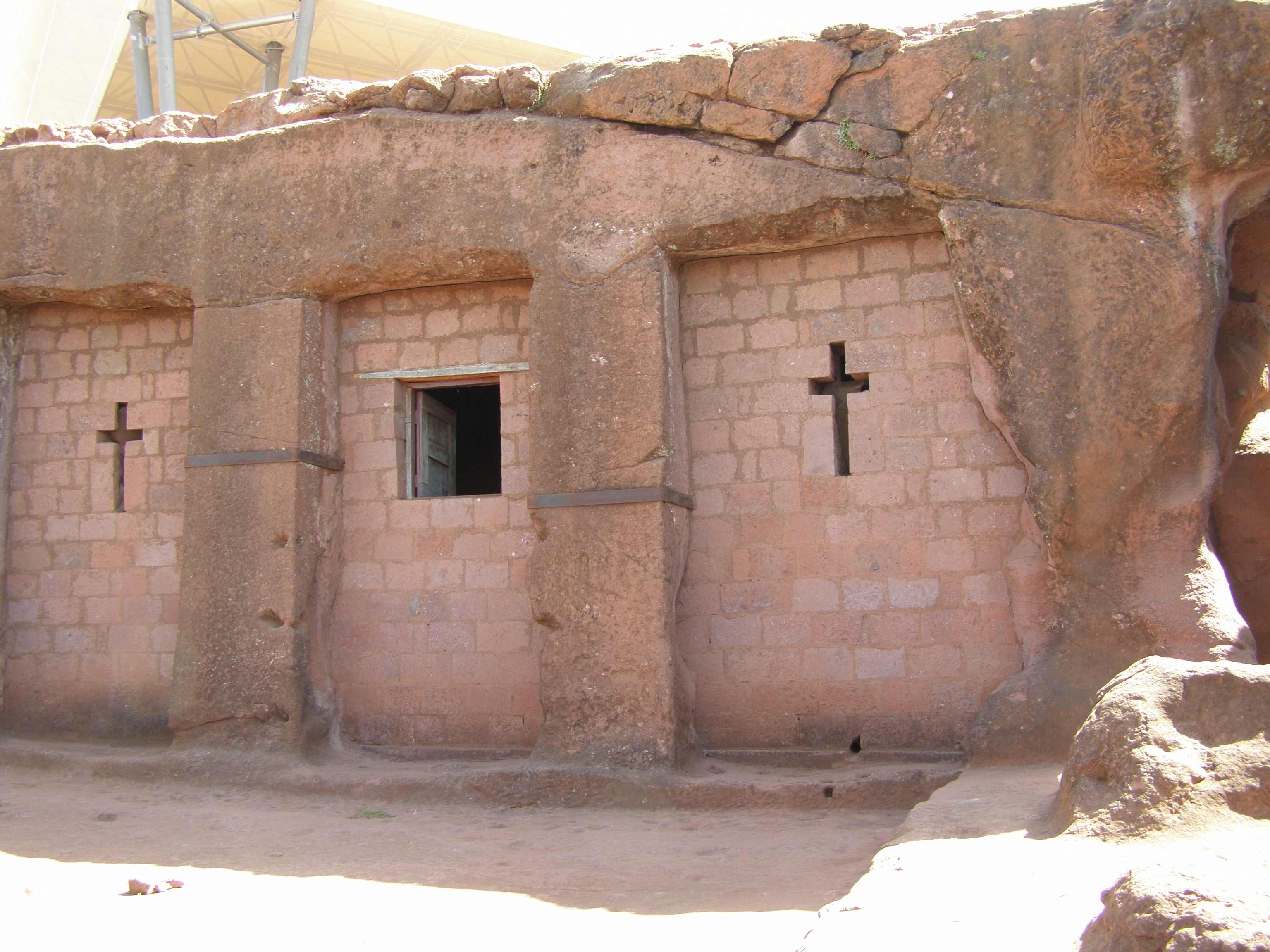
Biete Qeddus Mercoreus
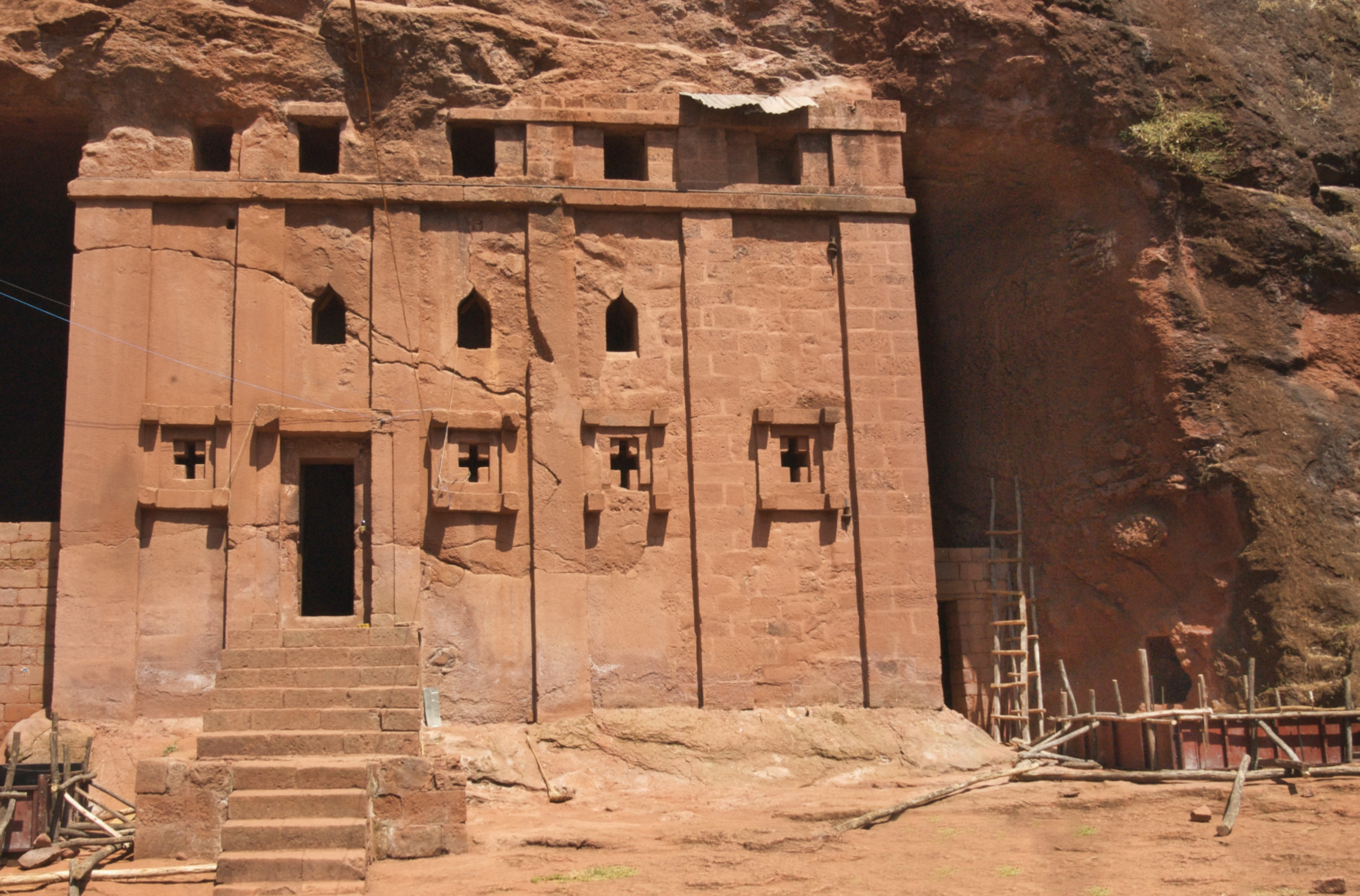
Biete Abba Libanos
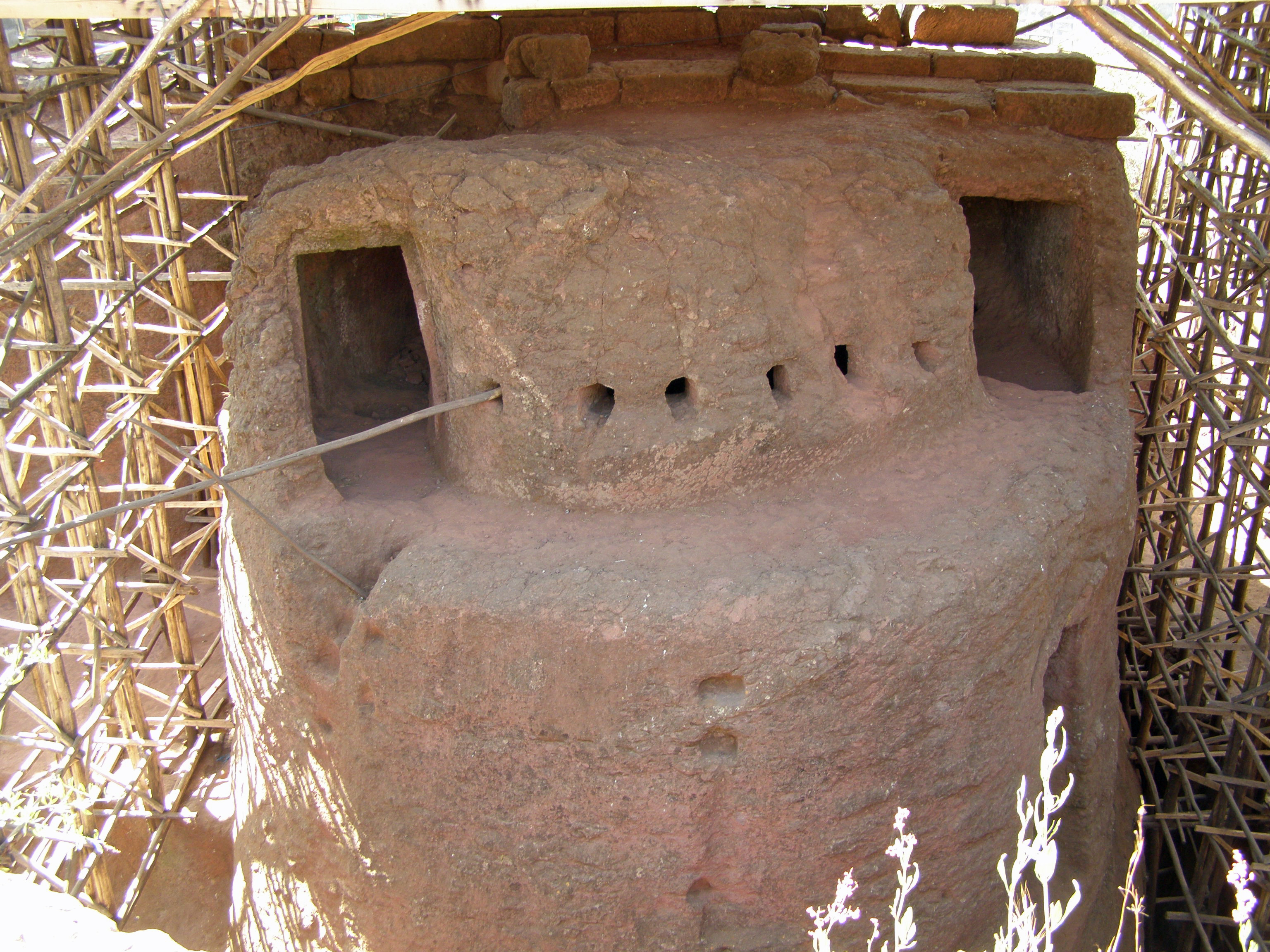
Biete Lehem
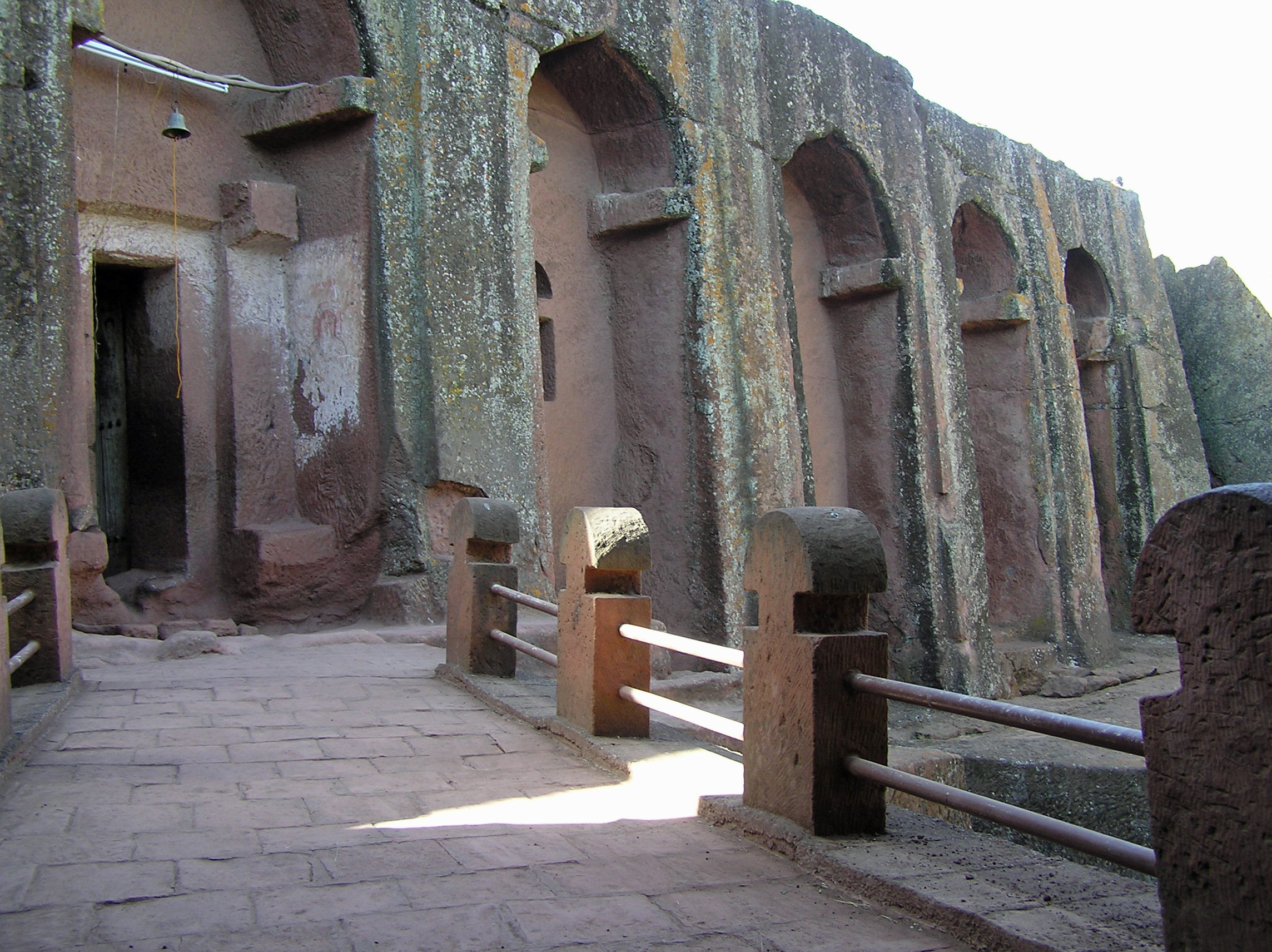
Biete Gabriel Raphael